# Місторф
Місторф (нім. Mistorf) — громада в Німеччині, розташована в землі Мекленбург-Передня Померанія. Входить до складу району Росток. Складова частина об'єднання громад Гюстров-Ланд.
Площа — 25,35 км2. Населення становить 642 ос. (станом на 31 грудня 2020).